# Шоу Кармайкла
«Шоу Кармайкла» (англ. The Carmichael Show) — американский комедийный телесериал, созданный комиком и актёром Джерродом Кармайклом и транслировавшийся на телеканале NBC с 26 августа 2015 года по 9 августа 2017 года.
В сериале Кармайкл играет вымышленную версию самого себя, в то время как другие актёры играют его родных и друзей.
15 мая 2016 года телеканал NBC продлил сериал на третий сезон из 13 эпизодов, премьера которого состоялась 31 мая 2017 года. 30 июня 2017 года сериал был закрыт после трёх сезонов.

## Сюжет
Сериал рассказывает о вымышленной версии семьи комика Джеррода Кармайкла, которая переживает жизненные трудности. В эпизодах сериала затрагиваются различные серьёзные общественные проблемы, которые демонстрируются через комедийную призму и юмористические ситуации.

## В ролях
- Джеррод Кармайкл — Играет вымышленную версию самого себя.
- Эмбер Стивенс-Уэст — Максин Норт, девушка Кармайкла, с которым она женится в финале.
- Лил Рел Хауэри — Роберт «Бобби» Кармайкл, родной брат Кармайкла.
- Тиффани Хэддиш — Некейша Уильямс-Кармайкл, бывшая девушка (позже жена) Бобби.
- Лоретта Дивайн — Синтия Кармайкл, жена Джо и мать Джеррода и Бобби.
- Дэвид Алан Грир — Джо Кармайкл, муж Синтии и отец Джеррода и Бобби.

## Сезоны
| Сезон | Серии | Серии | Даты показа     | Даты показа     |
| Сезон | Серии | Серии | Первая серия    | Последняя серия |
| ----- | ----- | ----- | --------------- | --------------- |
| 1     | 6     | 6     | 26 августа 2015 | 9 сентября 2015 |
| 2     | 13    | 13    | 9 марта 2016    | 29 мая 2016     |
| 3     | 13    | 13    | 31 мая 2017     | 9 августа 2017  |

## Эпизоды

### Сезон 1(2015)
| № общий | № в сезоне | Название            | Режиссёр        | Автор сценария                                              | Дата премьеры   | Зрители в США (млн) |
| ------- | ---------- | ------------------- | --------------- | ----------------------------------------------------------- | --------------- | ------------------- |
| 1       | 1          | «Пилот» «Pilot»     | Марк Сендроуски | Джеррод Кармайкл, Эри Кэтчер, Уилли Хантер, Николас Столлер | 26 августа 2015 | 4.83                |
| 2       | 2          | «Протест» «Protest» | Джерри Коэн     | Джеррод Кармайкл, Эри Кэтчер                                | 26 августа 2015 | 4.07                |
| 3       | 3          | «Капуста» «Kale»    | Майкл Цинберг   | Майк Ройс                                                   | 2 сентября 2015 | 4.77                |
| 4       | 4          | «Гендер» «Gender»   | Бетси Томас     | Майк Скалли                                                 | 2 сентября 2015 | 3.90                |
| 5       | 5          | «Молитва» «Prayer»  | Джерри Коэн     | Остин Эрл                                                   | 9 сентября 2015 | 4.60                |
| 6       | 6          | «Оружие» «Guns»     | Джерри Коэн     | Эйша Карр, Хантер Ковингтон                                 | 9 сентября 2015 | 3.80                |

### Сезон 2(2016)
| № общий | № в сезоне | Название                                     | Режиссёр      | Автор сценария                    | Дата премьеры  | Зрители в США (млн) |
| ------- | ---------- | -------------------------------------------- | ------------- | --------------------------------- | -------------- | ------------------- |
| 7       | 1          | «Все изменяют» «Everybody Cheats»            | Джерри Коэн   | Джеррод Кармайкл, Эри Кэтчер      | 9 марта 2016   | 4.09                |
| 8       | 2          | «Павшие герои» «Fallen Heroes»               | Джерри Коэн   | Джеррод Кармайкл, Майк Скалли     | 13 марта 2016  | 6.49                |
| 9       | 3          | «Похороны» «The Funeral»                     | Бетси Томас   | Хантер Ковингтон                  | 13 марта 2016  | 4.37                |
| 10      | 4          | «Идеальный шторм» «Perfect Storm»            | Джерри Коэн   | Джеррод Кармайкл, Эри Кэтчер      | 20 марта 2016  | 5.06                |
| 11      | 5          | «Облагораживающий Бобби» «Gentrifying Bobby» | Джерри Коэн   | Лаура Гутин                       | 27 марта 2016  | 4.42                |
| 12      | 6          | «Новые соседи» «New Neighbors»               | Майкл Цинберг | Эмили В. Гордон                   | 3 апреля 2016  | 4.68                |
| 13      | 7          | «Бывший Кон» «Ex Con»                        | Бетси Томас   | Эйша Карр                         | 10 апреля 2016 | 5.40                |
| 14      | 8          | «Блюз» «The Blues»                           | Джерри Коэн   | Уилли Хантер                      | 24 апреля 2016 | 3.55                |
| 15      | 9          | «Друзья на Facebook» «Facebook Friends»      | Джерри Коэн   | Яссер Лестер                      | 1 мая 2016     | 4.23                |
| 16      | 10         | «Мужской мир» «Man's World»                  | Джерри Коэн   | Майк Скалли                       | 8 мая 2016     | 3.29                |
| 17      | 11         | «Отец Максин» «Maxine's Dad»                 | Джерри Коэн   | Спенсер Слоун                     | 15 мая 2016    | 3.59                |
| 18      | 12         | «Зависимость от порно» «Porn Addiction»      | Джерри Коэн   | Джеррод Кармайкл, Эри Кэтчер      | 22 мая 2016    | 2.63                |
| 19      | 13         | «Президент Трамп» «President Trump»          | Майкл Цинберг | Джеррод Кармайкл, Николас Столлер | 29 мая 2016    | 2.25                |

### Сезон 3(2017)
| № общий | № в сезоне | Название                                        | Режиссёр    | Автор сценария                | Дата премьеры  | Зрители в США (млн) |
| ------- | ---------- | ----------------------------------------------- | ----------- | ----------------------------- | -------------- | ------------------- |
| 20      | 1          | «"Да" означает "Да"» «Yes Means Yes»            | Джерри Коэн | Кевин Барнетт, Джош Рабиновиц | 31 мая 2017    | 4.01                |
| 21      | 2          | «Поддерживайте войска» «Support the Troops»     | Джерри Коэн | Майк Скалли                   | 31 мая 2017    | 3.21                |
| 22      | 3          | «Бабушка Фрэнсис» «Grandma Francis»             | Джерри Коэн | Джеррод Кармайкл, Эри Кэтчер  | 7 июня 2017    | 3.73                |
| 23      | 4          | «Лесбийская свадьба» «Lesbian Wedding»          | Джерри Коэн | Робин Шорр                    | 14 июня 2017   | 3.73                |
| 24      | 5          | «День рождения Синтии» «Cynthia's Birthday»     | Джерри Коэн | Джеррод Кармайкл, Эри Кэтчер  | 21 июня 2017   | 3.92                |
| 25      | 6          | «Способный к стрельбе» «Shoot-Up-Able»          | Джерри Коэн | Эйша Карр                     | 28 июня 2017   | 3.49                |
| 26      | 7          | «Моррис» «Morris»                               | Джерри Коэн | Эндрю Ли                      | 5 июля 2017    | 3.43                |
| 27      | 8          | «Вмешательство» «Intervention»                  | Джерри Коэн | Уилли Хантер                  | 12 июля 2017   | 3.15                |
| 28      | 9          | «Эвелин и Вернон» «Evelyn and Vernon»           | Джерри Коэн | Аджай Сахгал                  | 19 июля 2017   | 3.23                |
| 29      | 10         | «Сестра Максин» «Maxine's Sister»               | Джерри Коэн | Джеррод Кармайкл, Эри Кэтчер  | 26 июля 2017   | 3.20                |
| 30      | 11         | «Низкие ожидания» «Low Expectations»            | Джерри Коэн | Роб Улин                      | 2 августа 2017 | 2.98                |
| 31      | 12         | «Трёхлетняя годовщина» «Three Year Anniversary» | Джерри Коэн | Кевин Барнетт, Джош Рабиновиц | 9 августа 2017 | 2.83                |
| 32      | 13         | «Золотоискатели» «Gold Diggers»                 | Джерри Коэн | Кевин Барнетт, Джош Рабиновиц | 9 августа 2017 | 2.36                |

## Производство

### Разработка
Комик Джеррод Кармайкл начал разрабатывать сериал, основанный на его жизни и семье, в ноябре 2014 года. 18 декабря 2014 года сериал получил название «Вперёд, Джеррод, вперёд». 10 марта телеканал NBC дал сериалу окончательное название — «Шоу Кармайкла», и заказал первый сезон сериала из 6 эпизодов.
14 сентября 2015 года сериал был продлён на 2 сезон из 13 эпизодов. Премьерный эпизод 2 сезона был показан 9 марта 2016 года, а два последующих 13 марта.
14 июня 2017 года, после массовых расстрелов в Виргинии и Сан-Франциско, показ 6 эпизода 3 сезона, «Способный к стрельбе», был перенесён и вышел в эфир только 28 июня 2017 года.

### Кастинг
18 декабря 2014 года Лоретта Дивайн и Эмбер Стивенс-Уэст были выбраны на роли Синтии Кармайкл и Максин Норт соответственно.
5 января 2015 года актёр Дэвид Алан Грир был утверждён на роль Джо Кармайкла.
7 января 2015 года Лил Рел Хауэри получил роль Роберта Кармайкла, брата Джеррода.

## Реакция

### Критика
На сайте-агрегаторе Rotten Tomatoes сериал получил положительную оценку в 72 % на основе 29 рецензий со стороны критиков.
На сайте Metacritic сериал получил высокую оценку в 64 балла из 100 на основе 15 рецензий со стороны критиков, что указывает на «в целом положительные отзывы».
Телевизионный критик Алан Сепинуолл написал в отношении третьего сезона сериала: «Немногие ситкомы являются созданными для работы с провокационным контентом, который „Шоу Кармайкла“ считает смыслом своего существования… Кармайкл не только не даёт шуткам иссякнуть, но и делает их ещё лучше, когда они становятся по-настоящему особенными».

### Награды
| Год  | Премия             | Категория                                                                | Номинация       | Результат | Ссылка |
| ---- | ------------------ | ------------------------------------------------------------------------ | --------------- | --------- | ------ |
| 2016 | GLAAD Media Awards | Выдающийся индивидуальный эпизод (в сериале без обычного ЛГБТ-персонажа) | Шоу Кармайкла   | Номинация | [ 46 ] |
| 2016 | Image Awards       | Выдающаяся актриса в комедийном сериале                                  | Лоретта Дивайн  | Номинация | [ 46 ] |
| 2016 | Image Awards       | Лучший актёр второго плана в комедийном сериале                          | Дэвид Алан Грир | Номинация | [ 46 ] |
| 2017 | NAACP Image Awards | Выдающийся комедийный сериал                                             | Шоу Кармайкла   | Номинация | [ 47 ] |
| 2017 | NAACP Image Awards | Лучший актёр второго плана в комедийном сериале                          | Дэвид Алан Грир | Номинация | [ 47 ] |

## Ссылка
- «Шоу Кармайкла» на официальном сайте NBC
- «Шоу Кармайкла» на сайте IMDb